# 徳島工業団地
徳島工業団地（とくしまこうぎょうだんち）は、徳島県徳島市東沖洲のマリンピア沖洲に位置する工業団地である。

## 概要

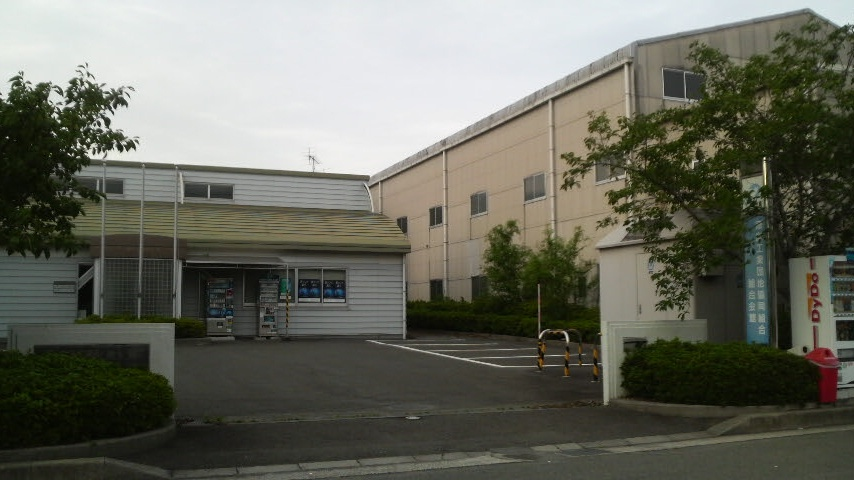
徳島工業団地協同組合会館

### 団地概要
- 総面積：50,367.31m2
- うち組合員用地：47,305.61m2
- 組合用地：3,061.70m2
- 団地全体売上高（2002年（平成14年）度）：158億円

徳島工業団地協同組合員会館
- 宅地：600.14m2
- 事務所：147.00m2
- 鉄骨造 鋼板葺 平屋建

徳島工業団地食堂
- 宅地：916.79m2
- 店舗：157.00m2（70席）
- 鉄骨造 スレート葺 平屋建

駐車場
- 宅地：1,499.59m2（61台）

### 徳島工業団地協同組合
- 設立：1992年（平成4年）8月24日
- 所在地：徳島県徳島市東沖洲2丁目1番8
- 理事長：川辺信郎
- 出資金：9,194万円

## 進出企業
- ハマヤ徳島営業所
- 横関食糧工業
- マストミ冷蔵
- 三幸クリーンサービスセンター
- 徳島バナナ
- 天野鉄工所
- 齋藤鉄工所
- 徳島電制
- 大島鉄工
- 橋本鉄工
- 徳島ブラジルコーヒ店
- 酒牧製作所
- 篠原鉄工所
- 栄青写真社
- 城東製本
- 徳島厚焼
- 徳島県教育印刷
- シューズアルファ
- 阿波印刷
- ビーエス工機
- 大亜ツール工学
- シルバーメイキング
- 川内ボデー工業
- カワテツ
- 山中木材
- ウッドニシオ